# 켄트로플라쿠스과
켄트로플라쿠스과는 말피기아목에 속하는 속씨식물의 하위 과이다. APG III 분류 체계에서 인정하고 있다. 이 과는 이전에 노박덩굴과에 속해 있던 베사속과 대극과에 속해 있던 켄트로풀라쿠스속을 포함한다. 속씨식물 계통분류학 그룹은 이전의 계통발생학적 분석에 기초하여, 이 2개 속이 일종의 고립된 분류군을 형성하며, 별도의 과로 인정하는 것이 "타당"하다고 결정했다.